# Toraja

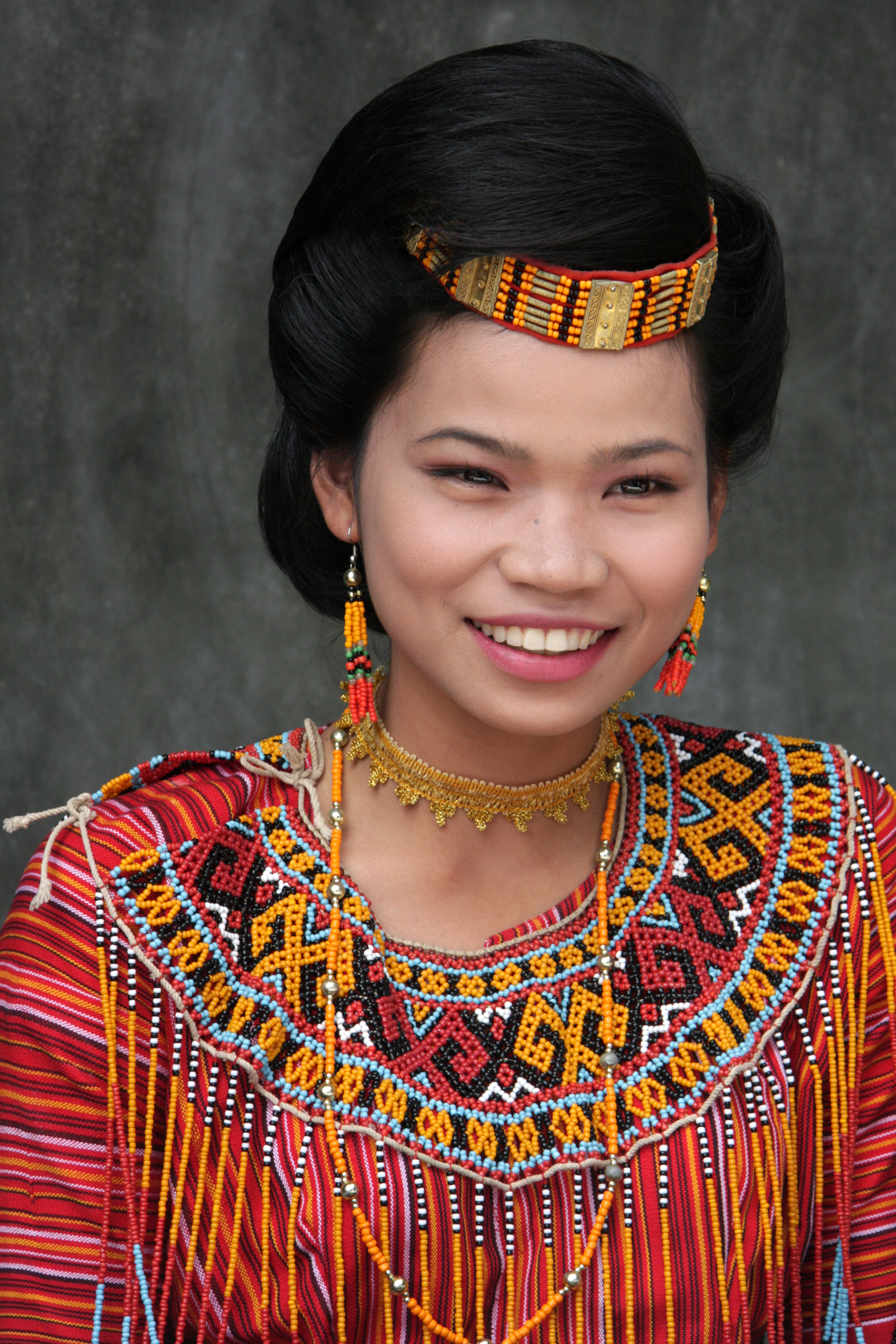
Mädchen in Hochzeitskleid (pakaian adat)

Die Toraja sind ein Volk auf dem Hochland Tanah Toraja auf der Insel Sulawesi in Indonesien. Sie sprechen Toraja-Sa’dan (basa Tora’a), eine austronesische Sprache. Ihr Siedlungsgebiet liegt in Südsulawesi in den Regierungsbezirken Tanah Toraja und Toraja Utara sowie im Bezirk Mamasa in der Provinz Westsulawesi.

## Geschichte
Die Toraja sind möglicherweise in vorchristlicher Zeit aus dem südchinesischen Raum eingewandert. Ihr Name stammt aus der buginesischen Sprache. To Riaja bedeutet „Leute aus dem Bergland“. Ab dem späten 15. Jahrhundert, als die Bugis zum Islam konvertierten, wurde das Zusammenleben zunehmend schwieriger. Die Toraja begannen sich vor ihren muslimischen Nachbarn zu fürchten. Die Bugis verachteten ihre Nachbarn, da diese Schweinefleisch aßen, was bei ihnen nun streng verboten war. Schließlich vertrieben die Bugis die Toraja, als mehrere Bekehrungsversuche zum Islam scheiterten. Das lag vor allem daran, dass Schweinefleisch für die Toraja das Hauptnahrungsmittel war und das Schlachten von Ziegen ihnen als fremd und unheimlich erschien. Wie viele indonesische ethnische Gruppen waren die Toraja Kopfjäger, und es kam häufig zu Überfällen auf benachbarte Dörfer. Dörfer wurden deshalb strategisch auf Hügelkuppen angelegt und wurden stark befestigt. Die niederländischen Kolonialisten befriedeten die Toraja. Die Toraja sahen sich vor dem 20. Jahrhundert selbst nicht als eigenständige ethnische Gruppe. Vor der holländischen Kolonialzeit und der Christianisierung der Toraja identifizierten sich die Toraja in den Hochlandgebieten nur mit ihren Dörfern, ein breites Gefühl der Identität existierte nicht. Obwohl Rituale Verknüpfungen zwischen den Dörfern herstellten, gab es Unterschiede in den Dialekten, in den sozialen Hierarchien und in den rituellen Praktiken in der Hochlandregion. Toraja war auch anfangs mehr eine Außenbezeichnung der Bugis und Makassaren als eine Selbstbezeichnung. Erst die Anwesenheit der niederländischen Missionare im Hochland führte zur Herausbildung eines stärkeren ethnischen Bewusstseins in der Region Sa’dan Toraja, und diese gemeinsame Identität wuchs mit dem Aufkommen des Tourismus in Tana Toraja. Die Toraja unterteilen sich in verschiedene geographische Gruppen. Die beiden wichtigsten sind Mamasa, um das isolierte Tal Kalumpang zentriert, und Sa’dan in Tana Toraja.
Siehe auch Tana Toraja#Geschichte

## Kultur

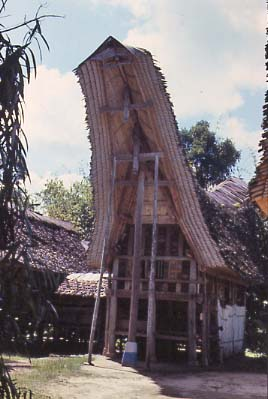
Torajahaus

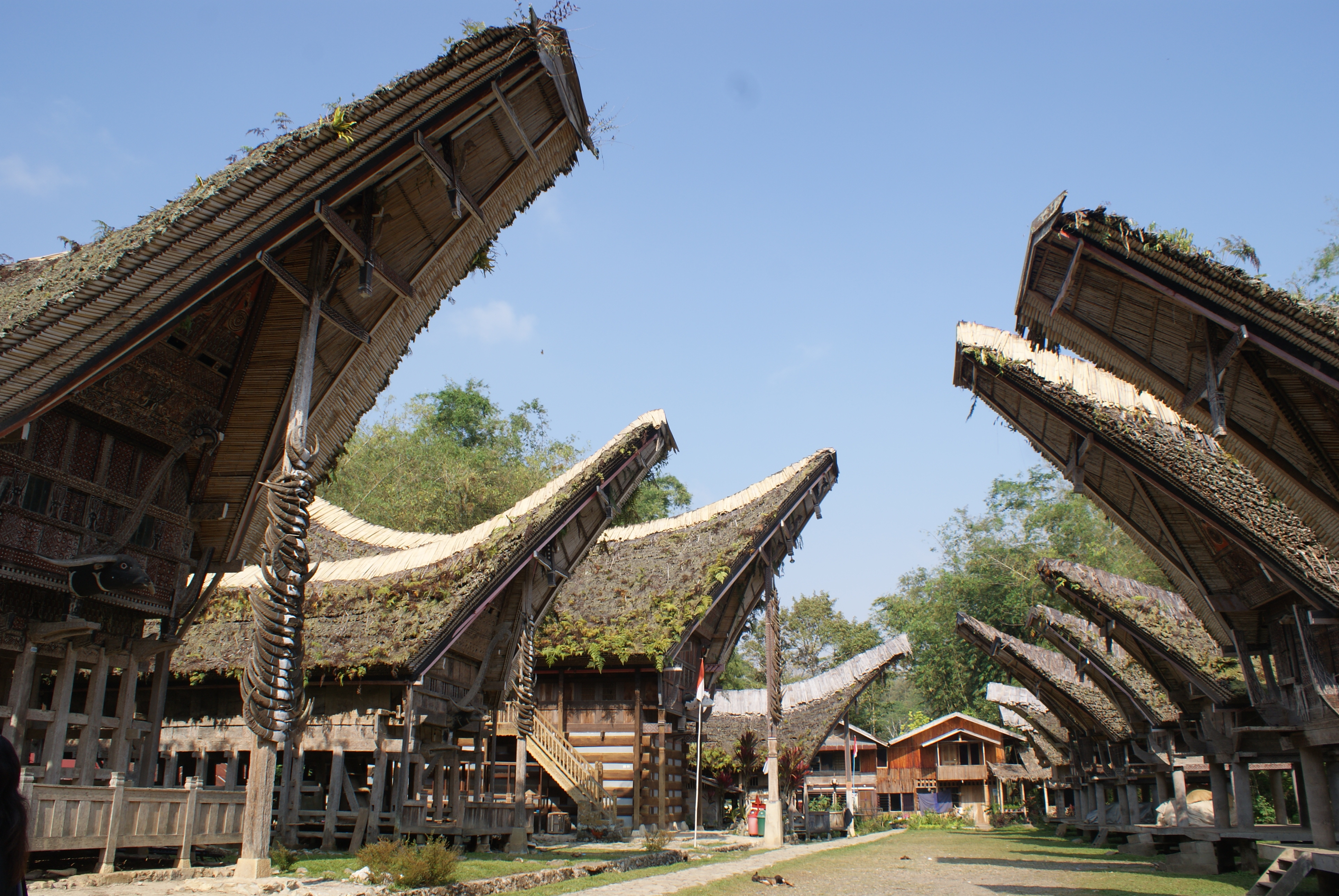
Torajadorf

Die Toraja haben sich dabei seit Jahrhunderten nur unwesentlich geändert. Das ganze Leben wird geprägt von ihrem überlieferten Glauben, den Geistern, Dämonen, Mythen und einem einzigartigen Ahnenkult.

### Architektur
Siehe Hauptartikel Tongkonan
Ein Toraja-Dorf besteht aus zwei parallel verlaufenden Häuserreihen, wobei die Wohnhäuser nach Norden ausgerichtet sind. Ihnen gegenüber stehen die auf Holzpfählen gebauten Reisspeicher. Diese können bis 20.000 kg Reisgarben aufnehmen. Die Wohnhäuser (Tongkonan genannt) stehen ebenfalls auf Holzpfählen und haben ein aus mehreren Bambusschichten bestehendes Dach in einer schiffsähnlichen Form. An den vorderen Stützbalken sind Büffelhörner befestigt, die auf den sozialen Stand des Eigentümers hinweisen, je mehr Hörner, desto höher ist der soziale Stand. Die Häuser werden ganz ohne Nägel gebaut. Tongkonans sind die traditionellen Häuser der Ahnen der Toraja. Das Wort "Tongkonan" leitet sich aus dem Toraja-Wort tongkon (sitzen) ab.
Tongkonan sind das Zentrum des gesellschaftlichen Lebens der Toraja. Die mit dem Tongkonan verbundenen Rituale sind wichtiger Ausdruck des spirituellen Lebens der Toraja, da der Tongkonan eine Verbindung zu ihren Vorfahren und zu lebenden und zukünftigen Familienangehörigen darstellt. Einem Toraja-Mythos zufolge wurde der erste Tongkonan im Himmel auf vier Pfählen gebaut, mit einem Dach aus indischem Stoff. Als der erste Vorfahre der Toraja auf die Erde hinabstieg, imitierte er dieses erste Haus und hielt eine große Zeremonie ab.
Der Bau eines Tongkonan ist eine aufwendige Arbeit und wird in der Regel mit Hilfe der gesamten Großfamilie unternommen. Es gibt drei Arten von Tongkonan. Der Tongkonan Layuk ist das Haus der höchsten Autorität, das als „Zentrum der Regierung“ verwendet wird. Der Tongkonan Pekamberan gehört den Familienmitgliedern, die eine gewisse Autorität bei lokalen Traditionen und Sitten (Adat) haben. Gewöhnliche Familienmitglieder wohnen im Tongkonan Batu. Die Exklusivität des Adelsstand bezüglich des Tongkonan schwindet, da viele Toraja heute lukrative Beschäftigung in anderen Teilen Indonesiens finden. Mit dem zurückgeschickten Geld ermöglichen sie es ihren Familien, größere Tongkonan zu bauen.

### Holzschnitzereien
An den Wänden der Häuser sind geschnitzte Ornamente in den Farben Rot, Schwarz, Weiß und Gelb angebracht.
Um soziale und religiöse Vorstellungen auszudrücken, fertigen Torajas Holzschnitzereien an, die sie Pa’ssura (oder „das Schreiben“) nennen. Holzschnitzereien sind daher kulturelle Manifestationen der Toraja.
Jedes Schnitzereimotiv hat einen besonderen Namen, gebräuchliche Motive sind Tiere und Pflanzen, die eine gewisse Tugend symbolisieren. Zum Beispiel Wasserpflanzen und Tiere wie z. B. Krabben, Kaulquappen und Wasserpest sind häufig zu finden und symbolisieren die Fruchtbarkeit. In einigen Gebieten behaupten die Ältesten des Adelsstandes, dass diese Symbole sich auf Stärke der Adelsfamilie beziehen. Die Bedeutung mancher geschnitzter Motive an Häusern bleibt jedoch umstritten und der Tourismus hat diese Debatten noch komplizierter gemacht, da einige Torajas meinen, eine einheitliche Erklärung für die Touristen präsentieren zu müssen. Das Bild links zeigt einen Wasserbüffel und steht für Reichtum und den Wunsch viele Büffel für die Familie zu haben.
Regelmäßigkeit und Ordnung sind Merkmale in Toraja-Holzschnitzereien, ebenso wie Abstraktion und geometrische Muster. Die Natur wird häufig als Basis der Verzierungen verwendet, denn die Natur ist voll von Abstraktionen und Geometrien mit Regelmäßigkeiten und Ordnung. Die Muster der Toraja-Holzschnitzereien wurden in der Ethnomathematik untersucht, um ihre mathematische Struktur zu offenbaren, jedoch basiert die Kunst der Torajas nur auf Näherungen. Um ein Ornament zu erstellen, werden Bambus-Stöcke als geometrisches Werkzeug benutzt.

pa’tedong (Büffel)
pa’barre allo (die Sonne und ihre Strahlen)
pa’re’po' sanguba (alleine tanzen)
ne’limbongan (der legendäre Schöpfer)

## Gesellschaft
Es gibt drei Arten von Zugehörigkeit in der Toraja-Gesellschaft: Familie, Klasse und Religion.

### Familienzugehörigkeit
Die Familie ist die primäre soziale und politische Gruppe in der Gesellschaft der Toraja. Jedes Dorf ist eine Großfamilie, deren Sitz der Tongkonan ist. Jeder Tongkonan hat einen Namen, welcher der Name des Dorfes wird.
Die Ehe zwischen entfernten Verwandten (Cousins vierten Grades und darüber hinaus) ist eine gängige Praxis, um die Verwandtschaftbande zu stärken. Die Toraja-Gesellschaft verbietet die Ehe zwischen nahen Cousins und Cousinen (bis einschließlich Cousins dritten Grades) – außer für Adlige, die dadurch die Zerstreuung ihres Eigentum verhindern.
Die Verwandtschaftsbeziehungen sind reziprok, was bedeutet, dass man sich in der Großfamilie gegenseitig hilft bei der landwirtschaftlichen Arbeit, den Aufwand für Büffel-Rituale teilt und sich beim Abbezahlen von Schulden unterstützt.
Jeder Toraja gehört sowohl zur Familie der Mutter als auch zu der des Vaters, das stellt die einzige bilaterale Familienlinie in Indonesien dar. Kinder erben daher von der Mutter- und Vaterseite, einschließlich Land und Familienschulden. Kindernamen werden auf der Grundlage der Verwandtschaft vergeben und werden in der Regel nach verstorbenen Verwandten gewählt.
Vor dem Beginn der formalen Verwaltung der Toraja-Dörfer durch den Regierungsbezirk Tana Toraja war jedes Toraja-Dorf autonom. In einer komplexeren Situation, in der eine Toraja-Familie ihre Probleme nicht mehr alleine bewältigen konnte, bildeten mehrere Dörfer eine Gruppe. Manchmal verbündeten sich Dörfer gegen andere Dörfer. Beziehungen zwischen den Familien wurden durch Blutsverwandtschaft, Heirat, gemeinsame Ahnenhäuser (Tongkonan) und durch den Austausch von Büffeln und Schweinen bei rituellen Anlässen ausgedrückt. Ein solcher Austausch stärkte nicht nur politische und kulturelle Bindungen zwischen den Familien, sondern legte den Platz jeder Person in einer sozialen Hierarchie fest: Wer goss Palmwein ein, wer wickelte einen Leichnam ein, wer bereitete Opfer vor, wo durfte ein Mensch sitzen, welche Speisen durften verwendet werden oder mussten vermieden werden, und welches Stück Fleisch war jemandes Anteil.

### Klassenzugehörigkeit

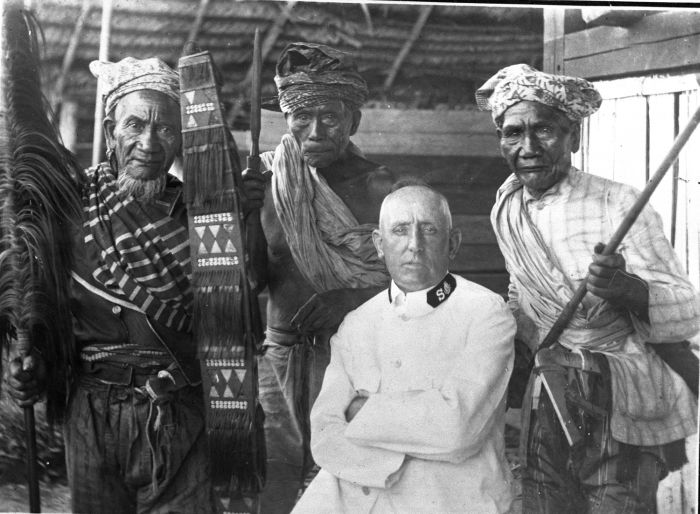
Drei Toraja-Älteste in traditioneller Kriegerkleidung posieren mit einem niederländischen Offizier der Heilsarmee 1930

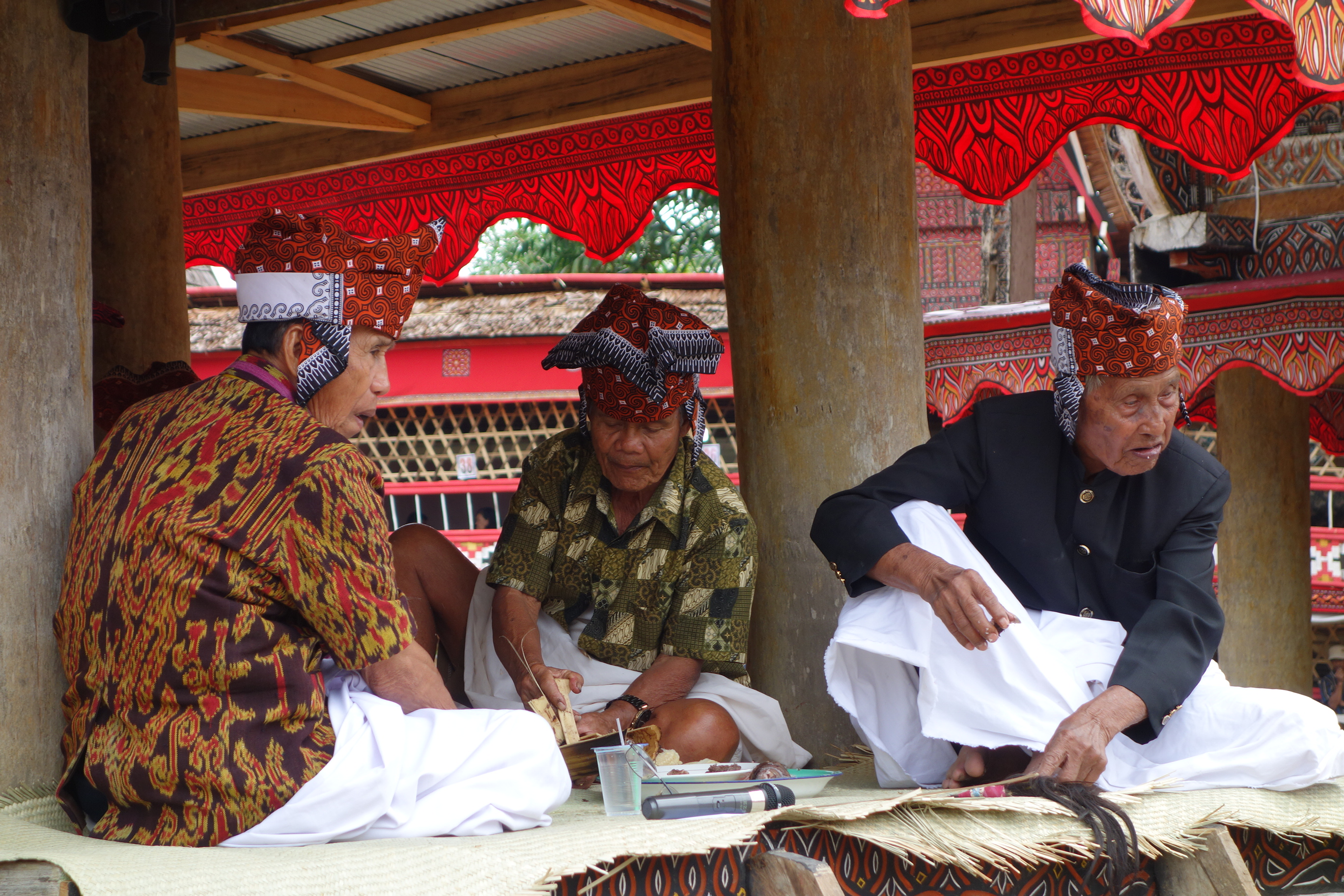
Drei Toraja-Älteste in traditioneller Kleidung nehmen an einer Totenwache teil, März 2014

In der frühen Toraja-Gesellschaft waren Familienbeziehungen eng mit der sozialen Klasse verknüpft. Es gab drei Schichten: Adel, Mittelklasse und Sklaven. Die Sklaverei wurde offiziell im Jahre 1909 durch die niederländische Kolonialregierung abgeschafft. Die Klasse wird durch die Mutter vererbt. Es ist tabu, mit einer Frau der unteren Klasse, also „nach unten“ zu heiraten. Auf der anderen Seite kann die Heirat einer Frau von einer höheren Klasse den Status der nächsten Generation verbessern.
Adelige, von denen angenommen wurde, dass sie direkte Nachkommen der vom Himmel herabgestiegenen Person seien, wohnten im Tongkonan, während Bürgerliche in weniger verschwenderischen Häuser (Banua genannten Bambus-Hütten) lebten. Sklaven lebten in kleinen Hütten, die um die Tongkonan ihrer Besitzer herum gebaut werden mussten. Bürgerliche konnten auch außerhalb ihres Standes heiraten, aber der Adel bevorzugte seinesgleichen, um seinen Status aufrechtzuerhalten. Manchmal heirateten Adlige mit Adligen der Nachbarvölker, wie den Bugis oder Makassaren. Trotz enger Verwandtschaftsbindung und Statusvererbung gab es eine gewisse soziale Mobilität, da Heirat oder Änderung des Reichtums den individuellen Status ändern konnte. Reichtum zeigte sich im Besitz von Büffeln.
Sklaven waren in der Toraja-Gesellschaft Familienbesitz. Manchmal entschieden sich Torajaner, Sklaven zu werden, wenn sie Schulden hatten, um als Bezahlung zu arbeiten. Sklaven konnten während der Kriege genommen werden und Sklavenhandel war üblich. Sklaven konnten ihre Freiheit erkaufen, aber ihre Kinder hatten immer noch den vererbten Sklavenstatus. Sklaven war das Tragen von Bronze oder Gold verboten, sie durften ihre Häuser nicht mit Schnitzereien verzieren, von den gleichen Gerichten wie ihre Besitzer essen oder Sex mit freien Frauen haben, was mit dem Tode bestraft wurde.

### Religionszugehörigkeit
Das traditionelle Glaubenssystem der Toraja ist polytheistisch und animistisch und wird Aluk genannt, was mit „der Weg“ (manchmal auch als „Gesetz“) übersetzt werden kann. Der Kosmos, nach Aluk ist in die Oberwelt (Himmel), die Welt der Menschen (Erde) und der Unterwelt unterteilt.
Die irdische Autorität, der Aluk-Priester, dessen Worte und Taten sowohl im Leben (Landwirtschaft) und Tod (Bestattung) beachtet werden sollten, wird To Minaa genannt. Aluk ist nicht nur ein Glaubenssystem, es ist eine Kombination von Recht, Religion und Sitte. Aluk regelt das soziale Leben, landwirtschaftliche Praktiken und Ahnenrituale. Die Details des Aluk können von einem Dorf zum anderen variieren. Eine allgemein geltende Regel ist, dass Rituale des Todes und Rituale des Lebens getrennt werden müssen. Die Toraja glauben, dass die Durchführung der Rituale des Todes ihre Körper ruinieren könnte, wenn sie mit Ritualen des Lebens kombiniert werden. Die Rituale des Todes werden als Rituale des „absteigenden Rauchs“ bezeichnet, während Rituale des Lebens als Rituale des „aufsteigenden Rauchs“ bezeichnet werden. Beide Ritualtypen waren genauso wichtig. Als Toraja Christen wurden, verboten ihnen niederländische Missionare die Teilnahme oder Durchführung von Ritualen des Lebens, aber sie durften weiter Rituale des Todes durchführen. Folglich werden Rituale des Todes heute noch ausgeübt, während Rituale des Lebens schwanden.

## Sprache
Die ethnische Toraja-Sprache mit der Hauptsprache Toraja-Sa’dan ist in Tana Toraja vorherrschend. Obwohl die nationale indonesische Sprache die Amtssprache ist und von den Toraja auch verstanden wird, lehren alle Grundschulen in Tana Toraja die Toraja-Sprache.
Sprachvarietäten des Toraja, einschließlich Kalumpang, Mamasa, Tae' , Talondo'  und Toraja-Sa’dan, gehören zu den Malayo-polynesische Sprachen der austronesischen Sprachfamilie. Die isolierte geographische Natur Tana Torajas führte zur Herausbildung vieler Dialekte in den Sprachvarietäten selbst. So gibt es für die Hauptsprache Toraja-Sa’dan drei Hauptdialekte, nämlich Makale (Tallulembangna), Rantepao (Kesu’) und Toraja Barat (West Toraja, Mappa-Pana). Rantepao ist davon der höchstangesehene Dialekt. Das Hochtoraja, das früher von der Adelsschicht der Toraja gesprochen wurde, ist im Alltagsgebrauch heute ausgestorben und wird nur noch für religiöse und rituelle Aufgaben gebraucht. Hochtoraja wird auch nur noch von wenigen Toraja verstanden.
Durch Transmigrasi-Programme, die schon in der niederländischen Kolonialzeit eingeführt wurden und von indonesischen Regierungen später fortgeführt wurden, wurden einige Toraja-Dialekte von anderen Sprachen der Zuwanderer beeinflusst. Dieser Einfluss ist ein wichtiger Faktor für die sprachliche Varietät der Toraja-Sprachen.
| Kalumpang              | kli | 12,000 (1991)  | Karataun, Mablei, Mangki (E’da), Bone Hau (Ta’da).                                                               |
| Mamasa                 | mqj | 100,000 (1991) | Nord-Mamasa, Zentral-Mamasa, Pattae’ (Süd-Mamasa, Patta’ Binuang, Binuang, Tae’, Binuang-Paki-Batetanga-Anteapi) |
| Ta’e                   | rob | 250,000 (1992) | Rongkong, Nordost-Luwu, Süd-Luwu, Bua.                                                                           |
| Talondo'               | tln | 500 (1986)     | |
| Toraja-Sa’dan          | sda | 500,000 (1990) | Makale (Tallulembangna), Rantepao (Kesu'), Toraja Barat (West-Toraja, Mappa-Pana).                               |
| Quelle: Gordon (2005). |     |                | |

Ein Kennzeichen des Toraja-Sprache ist der Begriff der Trauer. Die Bedeutung der Todeszeremonie in der Toraja-Kultur hat ihre Sprache geprägt, mit der sie feine Abstufungen von Kummer und Trauer ausdrücken können. Die Toraja-Sprache enthält viele Begriffe, die sich auf Trauer, Sehnsucht, Depression und psychische Schmerzen beziehen. Ein klarer Ausdruck der psychischen und physischen Auswirkung eines Verlustes bewirkt eine Katharsis und verringert manchmal den Schmerz der Trauer selbst.

## Beerdigungsriten

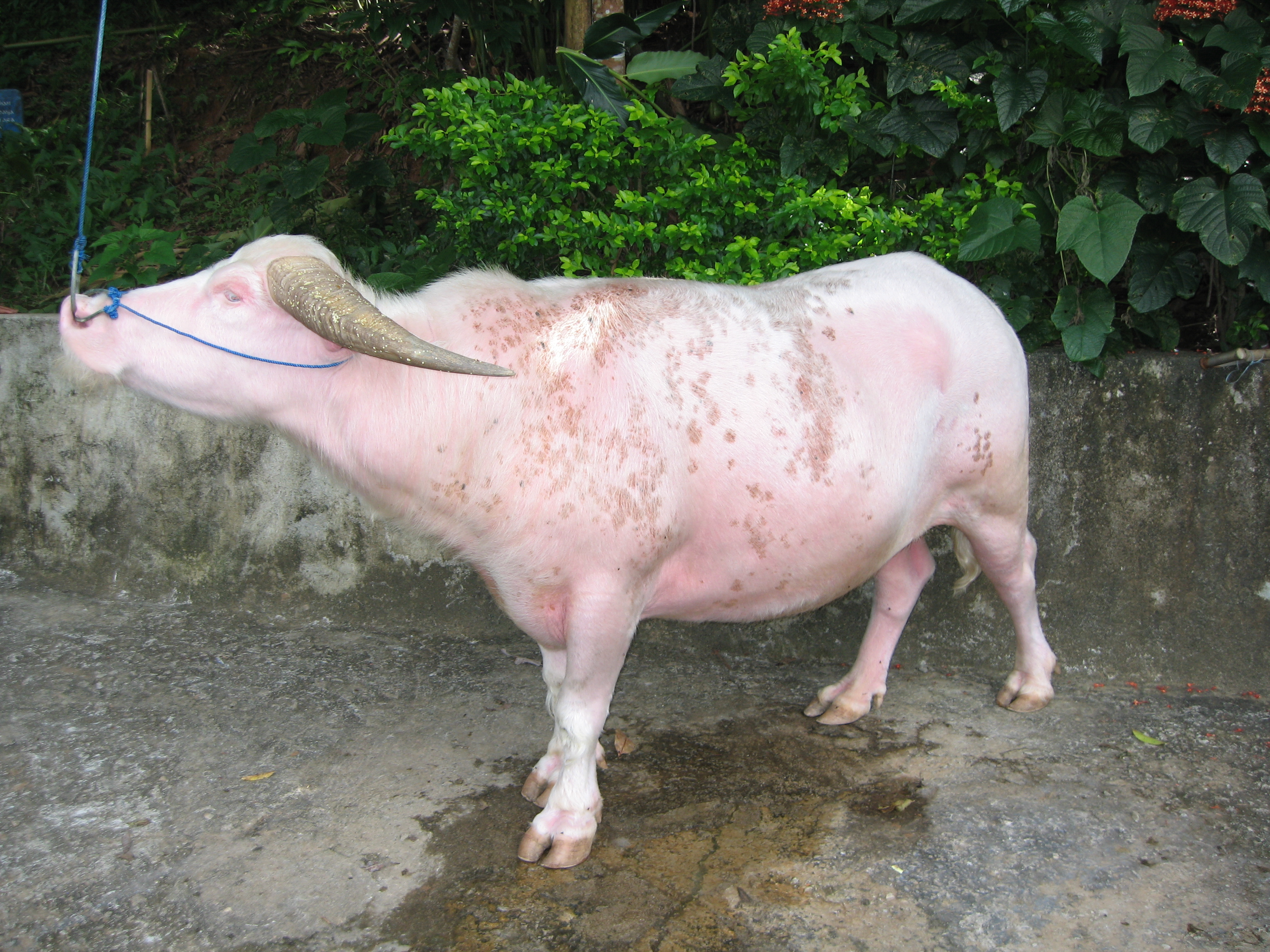
Wertvoller Albino-Büffel bei Rantepao

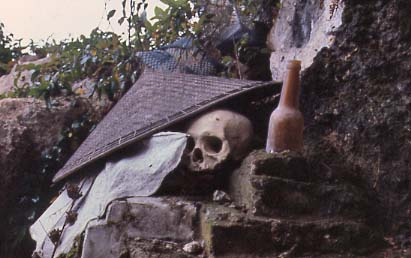
Grabbeigaben

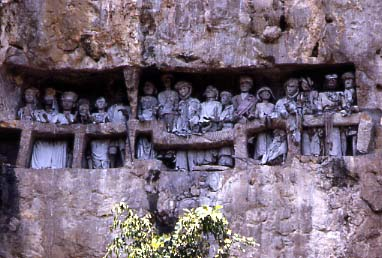
Grabfiguren

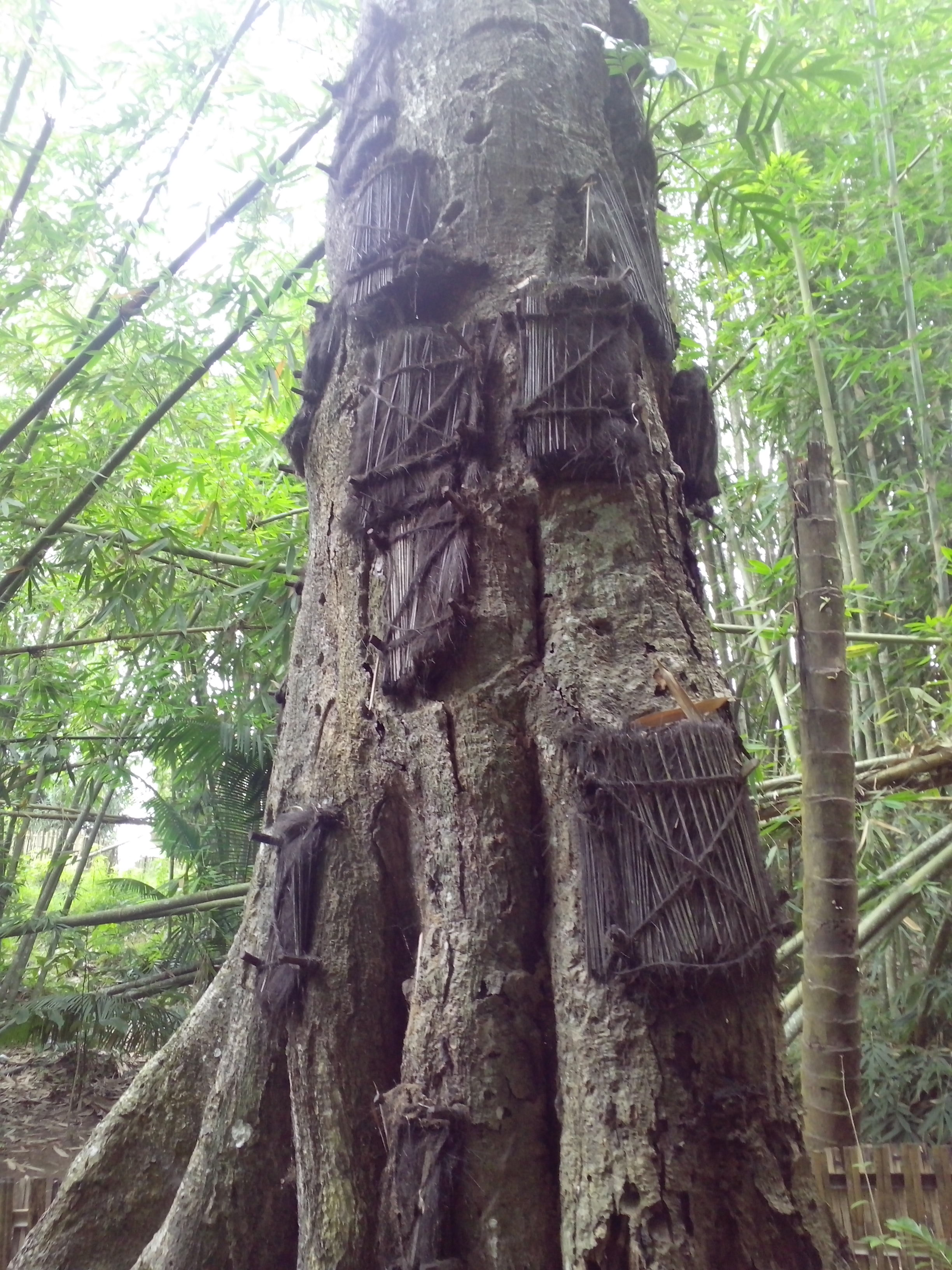
Baumgräber für Neugeborene in Kambira

Die Toraja glauben, dass ein Erdenleben nur ein Übergang und nur das Jenseits (Puya) von Bedeutung ist. Beim Tod eines Menschen verlässt die Seele zwar den Körper, aber verbleibt in der nächsten Umgebung. Der Leichnam wird darum einbalsamiert und im hinteren Teil des Hauses aufgebahrt, bis das Begräbniszeremoniell vollzogen ist, was teilweise mehrere Jahre dauern kann. Je höher der Status, desto länger wird der Leichnam im Haus aufbewahrt und umso höher die Erwartung an eine besonders große Beerdigung. Der im Haus aufbewahrte Verstorbene wird wie ein lediglich schlafendes Familienmitglied behandelt. Durch die Behandlung der Leiche mit Formalin wird der Verwesungsprozess verzögert und eine Mumifizierung erreicht. Früher wurden die Leichen einbalsamiert.
Je höher das Ansehen des Toten ist, umso mehr Wasserbüffel (die weißen gelten als die wertvollsten) müssen bei dem Fest geopfert werden. Die Wasserbüffel sind ein Symbol für Macht und Reichtum. Die Toraja glauben, dass der Verstorbene die Büffel braucht, um seine Reise ins Jenseits zu machen, und dass sie schneller nach Puya kommen, wenn viele Büffel geopfert wurden. Bei der Beerdigung ist heute häufig sowohl ein christlicher Priester als auch ein Aluk-Priester (To-Minaa) anwesend. Beerdigungen und andere Feierlichkeiten finden traditionell an einem besonderen Zeremonienplatz dem Rante statt. Auf einigen Rantes sind auch Menhire zu sehen, die für besonders verdienstvolle Verstorbene von hohem Status aufgestellt wurden.
An den Begräbnisfeierlichkeiten, welche mehrere Tage dauern können, nehmen hunderte Personen teil. Die Toraja stören sich nicht daran, dass auch Touristen an diesen Feierlichkeiten teilnehmen. Die Teilnehmer tragen Kleidung in dunklen Farben, vor allem rot oder schwarz. Solche Feierlichkeiten können zum finanziellen Ruin führen. Das Schlachten von Dutzenden von Wasserbüffeln und Hunderten von Schweinen mit einer Machete ist der Höhepunkt der aufwendigen Todfeier mit Tanz und Musik und Jungen, die das spritzende Blut in langen Bambusrohren auffangen. Es wird genau buchgeführt, wer der Gäste wie viele Schweine als Geschenk zur Beerdigung mitbringt, stirbt jemand aus deren Familie so ist das Geschenk mit gleicher Geste zu vergelten. Auch der indonesische Staat verdient mit und ein Beamter zählt die gebrachten Gaben am Eingang um die zu zahlenden Steuern zu berechnen.
Traditionell sind auch Hahnenkämpfe (bulangan londong) Bestandteil der Zeremonie, da sie wie das Opfern von Büffeln und Schweinen Blutvergießen auf der Erde beinhaltet. Die Tradition erfordert das Opfern von mindestens drei Hähnen. Allerdings ist es üblich, mindestens 25 Paare von Hähnen gegeneinander im Rahmen der Zeremonie kämpfen zu lassen. Da bei den Kämpfen aber um Geldbeträge gewettet wird, sind die Hahnenkämpfe als Glücksspiel im islamisch geprägten Indonesien offiziell verboten. Personen von hohem Status werden in runde Särge gelegt. Für sie werden extra kunstvolle Sänften gebaut, die nur einmal für den Transport zum Eingang der Felskammer benutzt werden, danach werden die Sänften dort zurückgelassen.
Im Ritual Ma’Nene, das im August stattfindet, werden die Körper der Verstorbenen exhumiert, um gewaschen, gepflegt und neu eingekleidet zu werden. Die Mumien werden dann durch das Dorf geführt.
Da die Toraja glauben, alles ins Jenseits mitnehmen zu können, werden den Toten wertvolle Grabbeigaben mitgegeben und in kunstvoll geschnitzten Holzsärgen an Felswänden aufgehängt. Wegen der Grabplünderungen versuchen die Toraja, ihre Toten in Höhlen oder später in künstlich angelegten Felsengräbern zu verstecken. Die Felsengräber werden von Hand in die Kalksteinfelsen gehauen und bieten Platz für eine ganze Familie. Vor den Eingängen der Höhlen und Felsengräber stehen auf Balkonen Holzfiguren (Tau Tau genannt), die den Verstorbenen darstellen. Grabhöhlen und Tau-Taus erhalten jedoch nur die Adeligen. Tau Taus wurden Zielscheibe von Grabräubern, die sie an Antiquitätensammler verkauften. Bei mehreren Gelegenheiten wurde ein gestohlener Tau Tau in einer Ausstellung gezeigt, zum Beispiel im Brooklyn Museum im Jahr 1981 und in der Arnold Herstand Gallery in New York im Jahr 1984. Die einfachen Leute werden oft vor den Höhlen der Adeligen bestattet. Es gibt daher je nach Status mehrere Methoden der Beerdigung, der Sarg kann in eine Höhle oder in ein Steingrab gelegt werden oder frei hängend an einer Felswand. Erdbestattungen sind tabu, jedoch werden heute statt der traditionellen Familien-Höhlen auch oft moderne Grabhäuser gebaut. Neugeborene Babys werden in besonderen Bäumen bestattet. Es handelt sich dabei um eine besondere harzreiche Baumart. Das Harz soll die Kinder ähnlich wie Muttermilch nähren, damit sie gemeinsam mit dem Baum wachsen, da man sie als zu jung zum Sterben ansieht. Allerdings geraten die althergebrachten Traditionen allmählich in Vergessenheit, da immer mehr Toraja in die Städte ziehen und dort nach Arbeit suchen.

## Religion
Das Christentum kam mit niederländischen Missionaren 1913 in das Gebiet. Als Anfang ließen sich 20 Toraja taufen. Bis in die 1950er Jahre waren Missionare in dem Gebiet tätig. Heute sind 80 Prozent der rund 600.000 Toraja Christen, 75 Prozent gehören der evangelischen Gereja-Toraja („Toraja-Kirche“) an. Die offizielle Webseite des Bezirks Tana Toraja weist 2006 folgende Zahlen aus: Protestanten: 65,15 %, Katholiken: 16,97 %, Islam: 5,99 % und Toraja-„Hindu“ (Aluk To Dolo): 5,99 %.
Christentum und Tradition existieren nebeneinanderher, was von der protestantischen Gereja-Toraja und der katholischen Kirche mehr oder weniger akzeptiert wird.
Die muslimischen Toraja, die im 15. und 16. Jahrhundert zwangsislamisiert wurden und die etwa 15 Prozent ausmachen, haben ihre Tradition im Gegensatz zu den christlichen Toraja weitestgehend aufgegeben und praktizieren wie die muslimische Mehrheit in Süd-Sulawesi einen orthodoxen Islam nach arabischem Vorbild. Zusätzlich missionieren seit den 2000er Jahren zunehmend evangelikale Gruppen, die die alten Traditionen der Toraja nicht tolerieren.

## Tanz und Musik
Musik und Tänze lassen sich in eine Gruppe für fröhliche, unterhaltende und eine Gruppe für traurige Anlässe unterteilen. Die Toraja führen Tänze bei vielen Gelegenheiten und besonders während ihrer aufwendigen Beerdigungsfeiern auf. Sie tanzen, um ihre Trauer auszudrücken und die verstorbene Person zu ehren und sogar zu bejubeln, denn diese hat eine lange Reise in das Jenseits. Zunächst bildet während der Beerdigungsfeier eine Gruppe von Männern einen Kreis und singt einen monotonen Singsang die Nacht hindurch um den Verstorbenen zu ehren (ein Ritual namens Ma’badong). Dies wird von vielen Torajas als die wichtigste Komponente der Trauerfeier angesehen. Am zweiten Tag der Beerdigung wird der Kriegstanz Ma’randing durchgeführt, um den Mut des Verstorbenen während des Lebens zu preisen. Mehrere Männer führen den Tanz mit einem Schwert, einem großen Schild aus Büffelhaut, einen Helm mit einem Büffelhorn und anderen Dekorationen auf. Der Ma’randing-Tanz geht einer Prozession voran, bei der der Verstorbene von einem Reisspeicher auf den sogenannten Rante, dem Ort der Trauerfeier getragen wird. Während der Beerdigung tanzen ältere Frauen den Ma’akatia-Tanz, zu dem sie ein poetisches Lied singen und wozu sie Kostüme mit langen Federn tragen. Der Ma’akatia-Tanz soll das Publikum an die Großzügigkeit und Loyalität des Verstorbenen erinnern. Nach der Zeremonie der Büffel- und Schweine-Schlachtungen klatscht eine Gruppe von Jungen und Mädchen in die Hände, während sie einen fröhlichen Tanz namens Ma’dondan tanzen.
Wie in anderen agrarischen Gesellschaften tanzen und singen Torajas während der Erntezeit. Der Ma’bugi-Tanz ist eine Erntedankzeremonie und der Ma’gandangi-Tanz wird aufgeführt, während die Torajas Reis stampfen.  Es gibt mehrere Waffentänze, wie den Manimbong-Tanz, der von Männern durchgeführt wird und dem der Ma’dandan-Tanz der Frauen folgt. Die Aluk-To-Dolo-Religion regelt, wann und wie die Torajas tanzen. Ein Tanz namens Ma’bua kann nur einmal alle 12 Jahre durchgeführt werden. Ma’bua ist eine große Feier, in Toraja, bei der die Aluk-To-Dolo-Priester Büffelköpfe tragen und um einen heiligen Baum tanzen.
Ein traditionelles Musikinstrument der Toraja ist eine pa’suling genannte Bambusflöte. Diese auf den Malaiischen Inseln weit verbreitete Sechs-Loch-Flöte wird bei vielen Tänzen wie dem Erntedanktanz Ma’bondensan gespielt, wobei die Flöte eine Gruppe von mit nacktem Oberkörper tanzenden Männern mit langen Fingernägeln begleitet. Die Toraja haben eigene Musikinstrumente wie die pa’pelle (Naturtrompete aus Palmblättern) und die sehr selten gewordene pa’karombi (indonesisch genggong, eine Rahmenmaultrommel aus Bambus). Die pa’pelle wird während der Erntezeit und bei Hauseinweihungszeremonien gespielt. Die zweisaitige Stachelfiedel gesok-gesok ist eine Variante der rebab und wird bei manchen Zeremonien verwendet.

## Tourismus und Kommerzialisierung
Vor den 1970er Jahren war Toraja fast unbekannt bei westlichen Touristen. Im Jahr 1971 besuchten etwa 50 Europäer Tana Toraja. Im Jahr 1972 nahmen mindestens 400 Besucher am Beerdigungsritual des Puang von Sangalla, des ranghöchsten Adeligen in Tana Toraja und „letzten reinblütigen Toraja-Adeligen“, teil. Die Veranstaltung wurde vom National Geographic dokumentiert und in mehrere europäische Länder übertragen. 1976 besuchten rund 12.000 Touristen Tana Toraja und 1981 wurden Toraja-Skulpturen in großen nordamerikanischen Museen ausgestellt.
1984 erklärt das indonesische Ministerium für Tourismus Tana Toraja zum zweitwichtigsten Touristenziel Indonesiens nach Bali. Die Touristenzahlen stiegen nun drastisch an: Bis 1985 hatten insgesamt 150.000 Ausländer und zusätzlich 80.000 inländische Touristen Tana Toraja besucht, und für 1989 wurden 40.000 ausländische Besucher registriert. Hotels und touristisch orientierte Restaurants wurden eröffnet und 1981 nahm ein Flugplatz in der Region den Betrieb auf. Weiter wurde die Straßenverbindung von Makassar, von wo die Mehrzahl der Touristen anreist, ausgebaut. Die Touristen brachten auch eine Kommerzialisierung der Torajakultur mit sich. Dies führte zu mehreren Zusammenstößen zwischen Torajas und Tourismus-Entwicklern, deren Aktivitäten von den Torajas als Außeneinmischung angesehen wurden. Ein Zusammenstoß zwischen lokalen Toraja-Führern und der Provinzregierung von Südsulawesi (als Tourismus-Entwickler) brach 1985 aus, als die Regierung für 18 als traditionelle Sehenswürdigkeiten eingestufte Toraja-Dörfer und Grabstätten Baubeschränkungen beschloss, so dass selbst Torajas die Veränderung ihrer Tongkonans und Begräbnisstätten untersagt wurde. Aus Protest schlossen das Torajadorf Kete Kesu und einige andere Sehenswürdigkeiten 1987 ihre Türen für Touristen. Die Aktion dauerte jedoch nur ein paar Tage, da die Dorfbewohner auf die Touristen als Einnahmequelle nicht verzichten konnten.
Durch das Bild der Toraja-Gesellschaft, das von lokalen Touristenführern, die häufig aus den niederen Klassen stammten, für die Touristen geschaffen wurde, erodierte auch die traditionelle strenge Hierarchie.